# ショウワサービス
ショウワービス株式会社は、神奈川県横浜市港北区新横浜に本社を置く、コインパーキングの中古機器販売・買取を行う企業である。取り扱う機器メーカーは多種多様に扱っているが、特にサニカ、日本信号、アマノ、テクニカル電子などである。その他、機器の設置・撤去工事などから運営中の保守メンテナンスまで総合的に行うコインパーキングに特化した企業である。

## 事業内容
駐車場中古機器販売、設置・撤去工事全般、保守メンテナンス、横浜市営駐輪場管理委託業務

## 沿革
- 1972年（昭和47年）- 横浜にて創業
- 1974年（昭和49年）- 東京営業所・大阪営業所設立
- 1975年（昭和50年）- 川崎営業所設立。資本金700万円に増資
- 1977年（昭和52年）- 消防施設工事業・管工事業、神奈川県知事許可取得
- 1979年（昭和54年）- 消防施設工事業・管工事業、建設大臣許可取得
- 1984年（昭和59年）- 資本金1,200万円に増資
- 2001年（平成13年）- ショウワ電技研株式会社駐車場技術部を駐車場設備部として統合。電気工事業、国土交通大臣許可取得
- 2002年（平成14年）- 建設業（消防施設工事業、管工事業、電気工事業）国土交通大臣許可取得
- 2003年（平成15年）- 古物商許可取得、駐車場設備機器再利用品販売開始
- 2008年（平成20年）- 大阪営業所移転
- 2011年（平成23年）- 建設業（機械器具設置工事業）国土交通大臣許可取得
- 2012年（平成24年）- 永井佑が代表取締役に就任（永井貞雄は取締役会長就任）
- 2014年（平成26年）- 東京営業所移転
- 2023年（令和5年）- 資本金を3850万円に増資。一部エリアの駐車場関連機器の販売・買取などの業務をグループ会社のショウワ電技研株式会社の駐車場事業に統合

## 事業所
- 本社 - 神奈川県横浜市港北区新横浜三丁目22番地9
- 東京営業所 - 東京都荒川区東尾久五丁目42番1号
- 大阪営業所 - 大阪府大阪市都島区善源寺町一丁目7番地11号

## 関連会社
- ショウワ電技研株式会社（ショウワパーク）
- リプライス株式会社